# Jelizaveta Komarova
Jelizaveta Andrejevna Komarova (Russisch: Елизавета Андреевна Комарова) (Soechoj Log, 1 februari 1995) is een Russische basketbalspeelster die uitkomt voor MBA Moskou.

## Carrière
Komarova begon haar carrière bij UMMC Junior Jekaterinenburg in 2010. In 2018 stapte ze over naar het eerste team van UMMC Jekaterinenburg. Met UMMC werd ze twee keer Landskampioen van Rusland in 2015 en 2019. Ze won één keer de EuroLeague Women in 2019. Ook won ze de FIBA Europe SuperCup Women in 2016. In 2019 verhuisde ze naar MBA Moskou. In 2020 stapte ze over naar Nadezjda Orenburg.
Met Rusland speelde Komarova op het Europees Kampioenschap in 2021.
In 2018 won ze als lid van het Russische nationale team 3x3 U23 voor meisjes de titel van wereldkampioen en werd ze MVP van het Wereldkampioenschap.

## Erelijst
- Landskampioen Rusland: 2
  - Winnaar: 2015, 2019
- Bekerwinnaar Rusland: 3
  - Winnaar: 2017, 2019, 2021
- RFB Super Cup:
  - Runner-up: 2021
- EuroLeague Women: 1
  - Winnaar: 2019
- FIBA Europe SuperCup Women: 1
  - Winnaar: 2016